# San Diego (rivière)
Pour les articles homonymes, voir San Diego (homonymie).
La San Diego (en anglais : San Diego River) est un fleuve côtier du comté de San Diego, en Californie.
Il prend sa source dans les montagnes Cuyamaca (en) et se jette dans la Mission Bay.

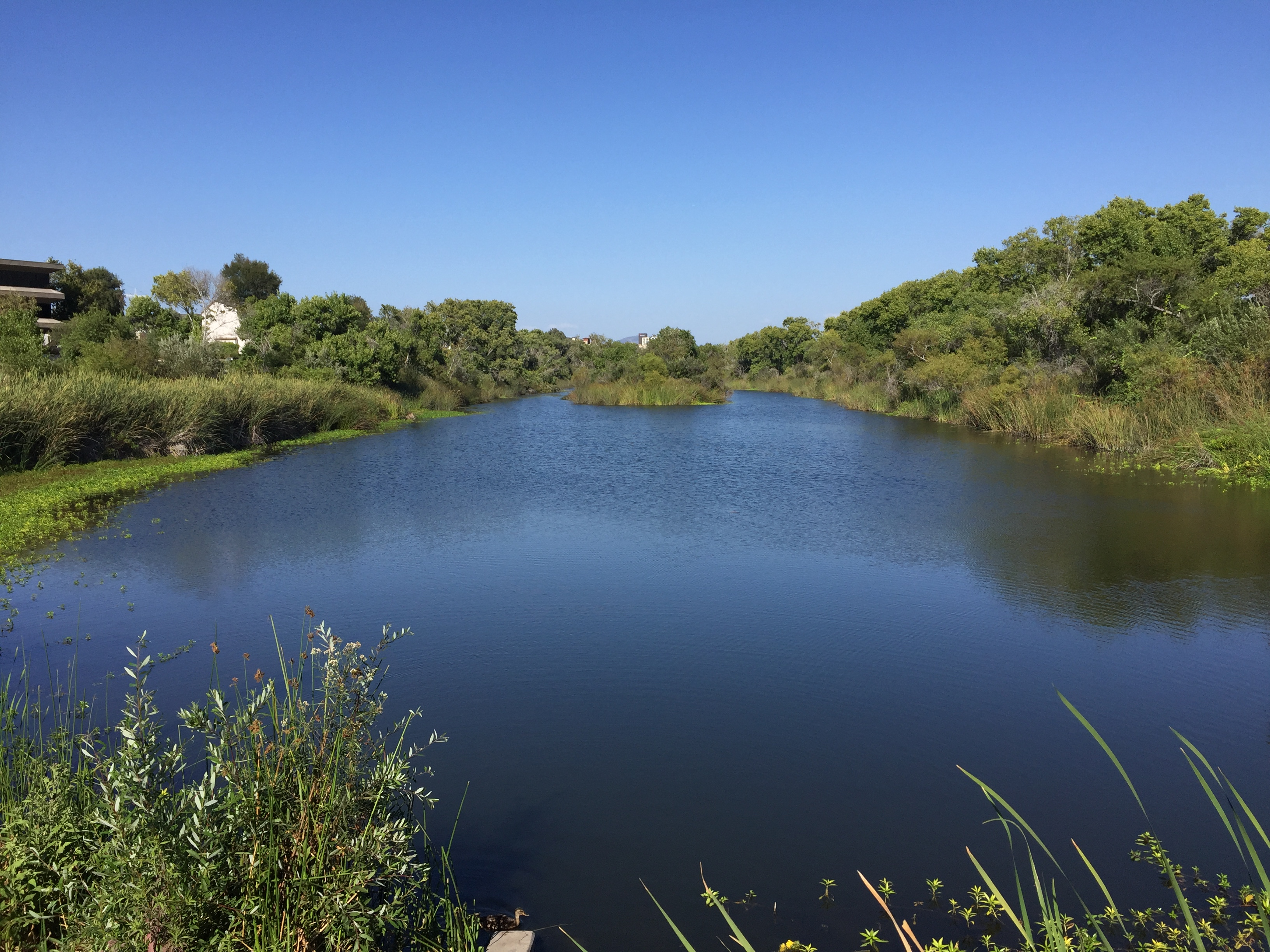
Le fleuve San Diego vu depuis la Mission center road. Photo Antony-22